# Guerra civil carolingia

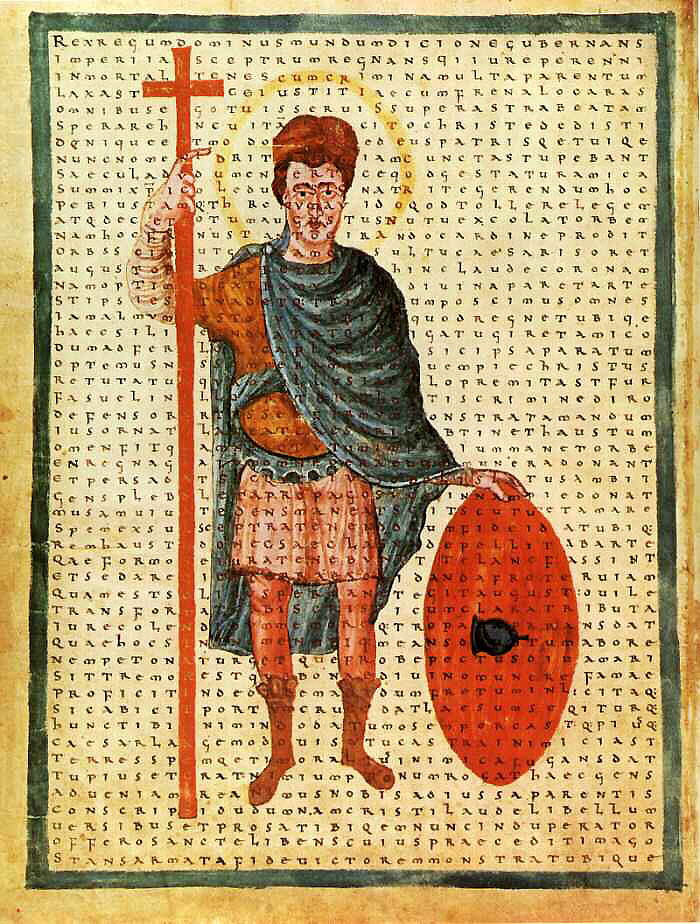
Luis el Piadoso, hijo de Carlomagno, contribuyó en parte a las tensiones internas que sacudieron el imperio durante la década de 830 y principios de la de 840. Esto se debió a su oscilación entre dos principios opuestos: la unidad del imperio y la división hereditaria, siguiendo la tradición franca. Imagen: Biblioteca Apostólica Vaticana, Codex Vat. Reg. lat. 124, folio 4 verso.

La guerra civil carolingia fue un conflicto desencadenado por la disputa sobre la sucesión del Imperio carolingio tras la muerte del emperador Luis el Piadoso en junio de 840. Este enfrentamiento se prolongó hasta la firma del Tratado de Verdún en agosto de 843. El hijo mayor de Luis, el emperador Lotario I, aspiraba a mantener un imperio indiviso, mientras que sus hermanos menores, Luis el Germánico y Carlos el Calvo, buscaban obtener grandes reinos para sí mismos, apoyándose en particiones previamente planificadas por su difunto padre. Paralelamente, su sobrino, Pipino II, reclamó el control de Aquitania. A diferencia de los enfrentamientos entre Luis el Piadoso y sus hijos, caracterizados principalmente por posturas estratégicas, reuniones, debates y maniobras políticas, la guerra civil entre los tres hermanos resultó ser un conflicto mucho más sangriento, como lo demuestra la emblemática Batalla de Fontenoy.En el caso de la aristocracia, su participación como partes interesadas en las disputas carolingias los llevó a enfrentar decisiones difíciles sobre a quién apoyar y qué juramentos honrar tras la muerte de Luis el Piadoso. Esta situación evidenció los riesgos intrínsecos de cualquier compromiso en el conflicto intercarolingio.

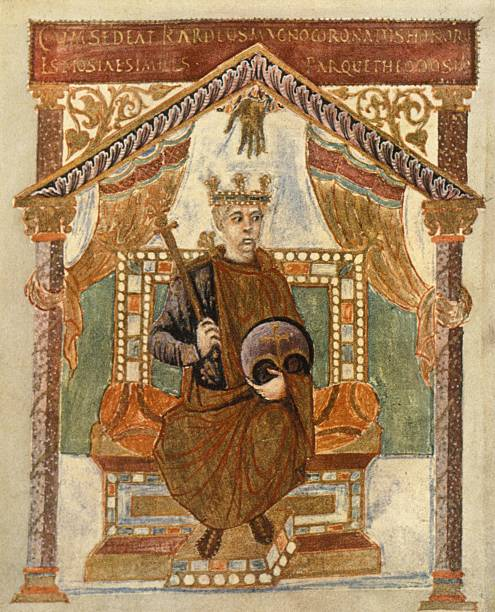
Carlos el Calvo aparece representado en una ilustración de un manuscrito creado para él entre 842 y 869. La Ordinatio Imperii fue anulada a causa de Carlos el Calvo, único hijo nacido de la segunda unión de Luis el Piadoso con Judit de Baviera.

## Antecedentes
A partir del año 830, el reinado de Luis el Piadoso se tornó problemático debido a una serie de revueltas protagonizadas por sus propios hijos. La primera de estas estalló en febrero de 830, cuando el ejército se amotinó en la víspera de una campaña contra Bretaña. Lotario, que gobernaba Italia, y su hermano, Pipino I de Aquitania, se aliaron con la nobleza rebelde. Durante una asamblea en Compiègne Pipino logró destituir a Luis y ordenó el encarcelamiento de su segunda esposa, Judith, madre de Carlos el Calvo. Lotario abandonó Italia para asumir el liderazgo del levantamiento, pero la rebelión se desmoronó rápidamente, y para febrero de 831 ya había fracasado por completo. A pesar de la traición, Luis perdonó a todos los implicados.
La segunda rebelión estalló en 833, provocada por la decisión de Luis de despojar a Pipino I de Aquitania para entregársela a Carlos. Esta vez, Luis el Germánico se alió con Lotario y Pipino. En el enfrentamiento conocido como el "Campo de las Mentiras", Luis fue capturado junto con su esposa Judith, y su hijo Carlos.Lotario asumió el control del imperio y gobernó durante los siguientes diez meses. Sin embargo, en febrero de 834, Luis el Germánico rescató a su padre y lo restableció en el trono. A pesar de la rebelión, Lotario, Pipino y Luis conservaron sus títulos como reyes de Italia, Aquitania y Baviera, respectivamente. 
En 837, el emperador Luis el Piadoso creó un reino para Carlos entre el Mosa y el Sena, incluyendo Borgoña. En 838, añadió a este territorio una parte de Neustria. Tras la muerte de Pipino ese mismo año, Luis decidió desheredar a Pipino II y otorgar el reino de Aquitania a Carlos, marcando así la primera ruptura con la Ordinatio Imperii de 817. En 839, se realizó una nueva división del imperio, en la cual Lotario y Carlos se repartieron la mayor parte de los territorios, mientras que Luis el Germánico conservó Baviera. Esto llevó a Luis el Germánico a rebelarse contra su padre, aunque fue derrotado. Sin embargo, el emperador Luis el Piadoso falleció poco después de sofocar la revuelta. 

## Movimientos iniciales
Luis el Piadoso falleció el 20 de junio de 840. Según el cronista Nitardo, Lotario, que había sido convocado por su padre a Worms para principios de julio, se encontraba en Italia preparándose para cruzar los Alpes cuando recibió la noticia de la muerte de su progenitor. Al enterarse, retrasó su viaje para evaluar los acontecimientos antes de avanzar. Al confirmar que contaba con un sólido apoyo, Lotario reclamó la totalidad del imperio, ignorando el plan de partición establecido en 839. Poco antes de su muerte, Luis el Piadoso había enviado el cetro y la corona imperial a su hijo mayor, lo que Lotario utilizó como fundamento de su reclamación. Sus emisarios amenazaron con la muerte a quienes se opusieran.El conflicto resulta inevitable con sus dos hermanos: Luis el Germánico, sólidamente asentado en la parte oriental, y Carlos el Calvo, relegado al sur, políticamente frágil pero muy ambicioso.
Según Nitardo, los hombres de la época fueron guiados por una mezcla de codicia y temor a la hora de decidir a cuál de los hermanos apoyar. Él mismo se unió a Carlos en Bourges en julio, e incluso se especula que pudo haber sido el mensajero encargado de llevar la noticia de la muerte del emperador.Como resultado de su lealtad a Carlos, las tierras de Nitardo fueron confiscadas por Lotario.
Tras la muerte de su padre, Carlos envió mensajeros a Lotario en julio para recordarle el acuerdo de 839 y sus deberes como hermano mayor y padrino. Lotario, sin embargo, respondió solicitando a Carlos que perdonara a su sobrino Pipino, a quien este consideraba un rebelde, hasta que pudiera reunirse con él y discutir la situación, insinuando así un respaldo a las pretensiones de Pipino.Por su parte, Pipino actuó rápidamente para asegurarse el favor de Lotario. Ya el 29 de julio, emitió una carta fechada en el "primer año del reinado imperial de Lotario," mostrando su lealtad al nuevo emperador.

## El enfrentamiento entre Lotario y Luis
Luis el Germánico reaccionó a la noticia de la muerte de su padre movilizando un ejército a lo largo del Rin.Tras cruzar el río, marchó hacia Worms, donde dejó una guarnición antes de dirigirse a Sajonia.Mientras tanto, Lotario llegó a Estrasburgo el 24 de julio.En agosto, celebró una asamblea en Ingelheim,que contó con una notable asistencia de obispos de los territorios al oeste del Rin, incluidos algunos procedentes del reino de Carlos. Sin embargo, ningún obispo de Baviera, bastión de Luis, estuvo presente. Durante esta asamblea, se decidió la liberación y reinstalación del arzobispo depuesto Ebbo de Reims, un ferviente partidario de Lotario.
Lotario fue el primero en actuar militarmente, lanzando un ataque contra Worms. Tras un breve enfrentamiento, la guarnición de Luis se retiró. Lotario continuó su avance cruzando el Rin en Maguncia y marchó hacia Fráncfort. Allí se encontró con Luis, quien llegaba de Sajonia al frente de un gran ejército. Ambos intercambiaron mensajes y se prepararon para la batalla, pero, en el último momento, lograron acordar un armisticio, posponiendo el enfrentamiento y fijando una nueva reunión en el mismo lugar para el 11 de noviembre. 
El punto muerto con Lotario fortaleció la posición de Luis el Germano, incrementando su prestigio. Aprovechó la oportunidad para consolidar su apoyo en Alemannia, Franconia, Turingia y Sajonia. En Alemannia, destituyó a los abades pro-Lotario de los monasterios de San Galo, Reichenau y Kempten reemplazándolos con candidatos leales a su causa. Para febrero de 841, también había logrado destituir al abad Rabano Mauro del control de la influyente abadía de Fulda, asegurando así un mayor dominio sobre el clero de sus territorios.

## La contienda por Neustria

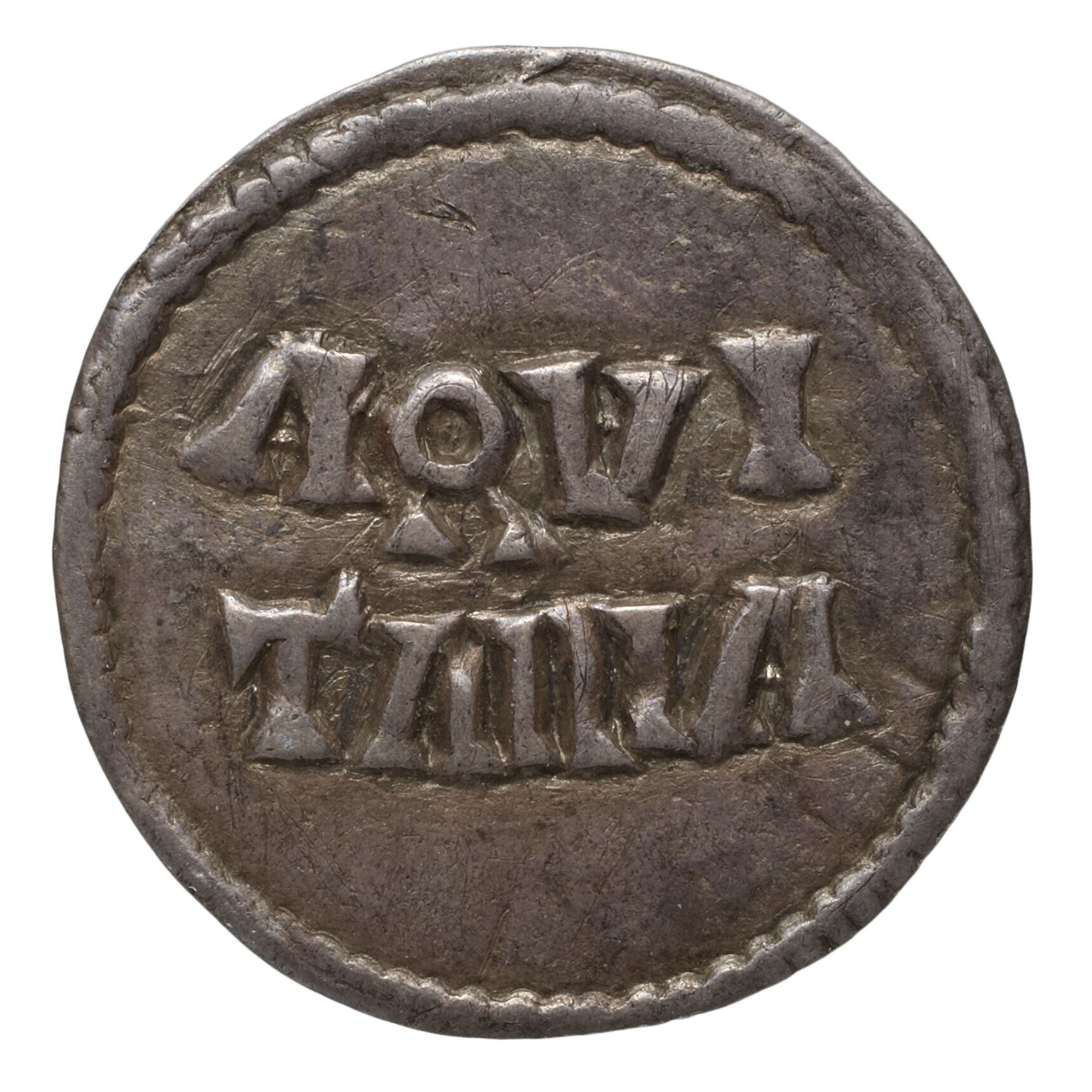
Reverso de una moneda de Pipino II, en la que se lee AQVI TANIA

El apoyo a Lotario era considerable en la región comprendida entre el Mosa y el Sena. Uno de los condes, Odulf, desertó de inmediato para unirse a su causa.En respuesta a las peticiones de sus aliados en la zona, Carlos viajó de Bourges a Quierzy en agosto con el objetivo de reforzar su posición, dejando a su madre, Judith, al mando en Bourges. Sin embargo, al recibir noticias de que Pipino II planeaba un ataque contra Bourges, regresó rápidamente y logró sorprender a los aquitanos, obligándolos a huir.
A finales de septiembre, Lotario cruzó el Mosa y anunció su intención de avanzar hacia el Sena. En esta coyuntura, el abad de Saint-Denis y el conde de París se unieron a su causa, al igual que su primo Pipino de Vermandois.Lotario restituyói a Ebbo como arzobispo en Reims y en octubre, cruzó el Sena para adentrarse en Neustria. Su influencia se extendió incluso hasta Bretaña. En noviembre,Lotario se encontró con Carlos en Orleans donde se pactó una tregua. Como parte del acuerdo, Lotario prometió no atacar a Luis y reconoció el dominio de Carlos sobre Aquitania, Septimania, Provenza y una parte de Neustria.La tregua estaría vigente hasta el 8 de mayo, fecha en la que ambos líderes acordaron reunirse nuevamente en Attigny. No obstante, según Nitardo, Lotario aprovechó el periodo de tregua para ganar adeptos en los dominios de Carlos, avanzando con rapidez hacia Provenza. Por ello, los hombres de Carlos se sintieron prácticamente liberados de los compromisos asumidos en Orléans.

## Primer invierno
Cuando Lotario no acudió a la reunión programada para el 11 de noviembre, Luis regresó a Sajonia, donde convocó una asamblea en Paderborn. Durante esta, desafió la autoridad de su obispo, Badurad, quien se había alineado con Lotario, y expulsó al obispo de Osnabrück, Goswin, otro partidario de su hermano.Además, confiscó una finca en Ronnenberg que pertenecía al margrave Banzleibs y la otorgó a la abadía de Corvey, cuyo abad, Warin, le era leal. Sin embargo, Luis se negó a confirmar la exención de la abadía del servicio militar, ya que anticipaba necesitar su apoyo.
A finales de 840, Pipino II logró imponer a su candidato, Raoul, como arzobispo de Bourges. En enero de 841, Carlos regresó a Bourges con la intención de reunirse con Pipino, pero este no se presentó, enviando en su lugar a Bernardo de Septimania. Los hombres de Carlos emboscaron a Bernardo aunque logró escapar, sus acompañantes fueron capturados o asesinados, y su equipaje fue confiscado. Este incidente dejó a Bernardo tan intimididado que prometió entregar a Pipino a Carlos.
Desde Bourges, Carlos se dirigió a Le Mans donde restauró al obispo Alderico. Mientras tanto, el líder bretón Nominoe, quien hasta entonces había apoyado a Lotario, cambió su lealtad y se unió a la causa de Carlos.

## Primavera 841

### Movimientos iniciales
A finales de marzo de 841, Carlos inició la marcha desde Le Mans hacia París, aunque el Sena estaba en plena crecida. Los partidarios neustrios de Lotario, el conde Geraldo de Rosellón y el arzobispo Guntbold de Ruan, intentaron frustrar su avance destruyendo puentes y barcos. Sin embargo, cerca de Ruan, Carlos logró requisar 28 embarcaciones mercantes.Para ganar apoyo, envió mensajeros adelantados proclamando que solo hacía valer sus derechos, ofreciendo amnistía a quienes decidieran apoyarlo en ese momento y exigiendo que los leales a Lotario abandonaran su reino. En un gesto simbólico, fijó en la proa de una de las embarcaciones la cruz sobre la que se habían jurado los compromisos de 839 y cruzó el río el 31 de marzo.Según Nitardo, Geraldo y Guntbold observaron el cruce antes de retirarse. Carlos no pudo perseguirlos de inmediato debido a los retrasos en transportar a sus caballos. Tras cruzar el Sena, Carlos visitó los Saint-Denis y Saint-Germain-des-Prés, pero no entró o no pudo entrar en París.

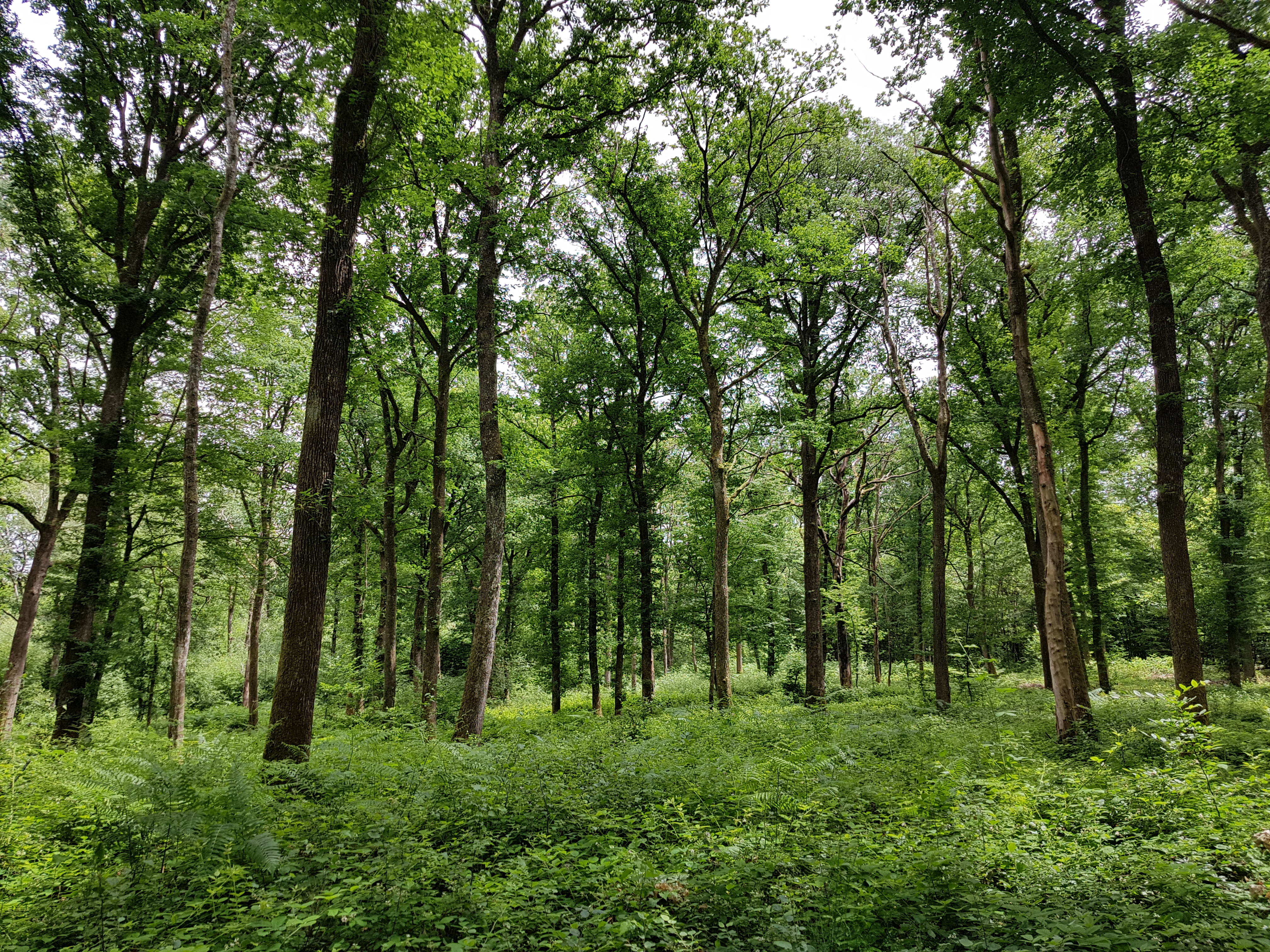
Bosque de Othe, donde Carlos intentó tender una emboscada al conde de París y arzobispo de Rouen en abril de 843.

Mientras tanto, Lotario, alentado por el arzobispo Otgar de Maguncia y el conde Adalberto de Metz, decidió avanzar contra Luis. Según Nitardo, tanto Otgar como Adalberto, que recientemente se habían recuperado de una enfermedad prolongada, albergaban un profundo rencor personal hacia Luis y deseaban su muerte.Lotario logró ganar el apoyo de algunos de los seguidores de Luis y, en abril, cruzó el Rin en secreto con un gran ejército. Sin embargo, fue traicionado por algunos de sus nuevos aliados, quienes intentaron capturarlo. Lotario consiguió escapar a Baviera y luego regresó al otro lado del Rin, dejando a Adalberto al mando como dux (comandante) de Austrasia con la tarea de tomar juramentos de fidelidad de la nobleza franca oriental.
El 13 de abril, Carlos el Calvo partió de Sens con la intención de emboscar a Geraldo y Guntbold en el Bosque de Othe. Sin embargo, los dos líderes fueron advertidos a tiempo y lograron escapar. Después de forzar a su ejército a una marcha agotadora, Carlos se vio obligado a detenerse para permitir que sus hombres y animales descansaran en Troyes, donde celebró la Pascua (del 15 al 18 de abril).Alrededor de este tiempo, Carlos informó a sus aliados aquitanos de sus intenciones, instándolos a unirse a él. Mientras tanto, los enviados de Judith llegaron a Troyes con tesoros, y ella misma comenzó a organizar refuerzos para marchar hacia el norte. El 18 de abril, los enviados de Lotario advirtieron a Carlos que no avanzara más. Al mismo tiempo, el abad Lupus Servatus le instó a buscar una solución pacífica, evitando un enfrentamiento sangriento. Durante las seis semanas siguientes, Carlos y Lotario protagonizaron una serie de maniobras estratégicas, marcadas por movimientos cautelosos y una guerra táctica.

### Batalla del Ries
En abril, Carlos envió un mensaje urgente a Luis en Baviera. Consciente de que su pequeño ejército bávaro no podía enfrentarse directamente al numeroso ejército de Adalberto, que custodiaba la ruta a través de Alemania, Luis decidió adoptar una estrategia alternativa. Cruzó el Danubio y llevó a sus enemigos hacia la región de los Ries, un área salpicada de pequeños ríos y arroyos que desembocan en el  Wörnitz, afluente del Danubio.  Probablemente, el plan de Luis consistía en dividir al ejército de Adalberto en múltiples cruces de ríos, dejándolo expuesto a una emboscada mientras ganaba tiempo para reorganizarse.
El enfrentamiento tuvo lugar el viernes 13 de mayo. Según las crónicas de la época, Adalberto cruzó el Wörnitz para lanzar un ataque contra Luis, pero fue tomado por sorpresa antes de que sus tropas estuvieran completamente preparadas para la batalla. El resultado fue una derrota aplastante para Adalberto, quien murió durante la lucha. Los bávaros de Luis, tras la victoria, despojaron a los caídos de sus valiosas armas y armaduras, que pasaron a formar parte del equipo del núcleo de élite del ejército en expansión de Luis.
La noticia de la batalla de los Ries y de la muerte de Adalberto se propagó rápidamente. Según Nitardo, el ejército de Carlos celebró al enterarse de que Luis había logrado escapar de Baviera.Tras la batalla, la marcha de Luis hacia el oeste duró otras tres semanas, al cabo de las cuales llegó a Auxerre con su ejército bávaro de élite, aunque escaso de caballos.

### Batalla de Fontenoy

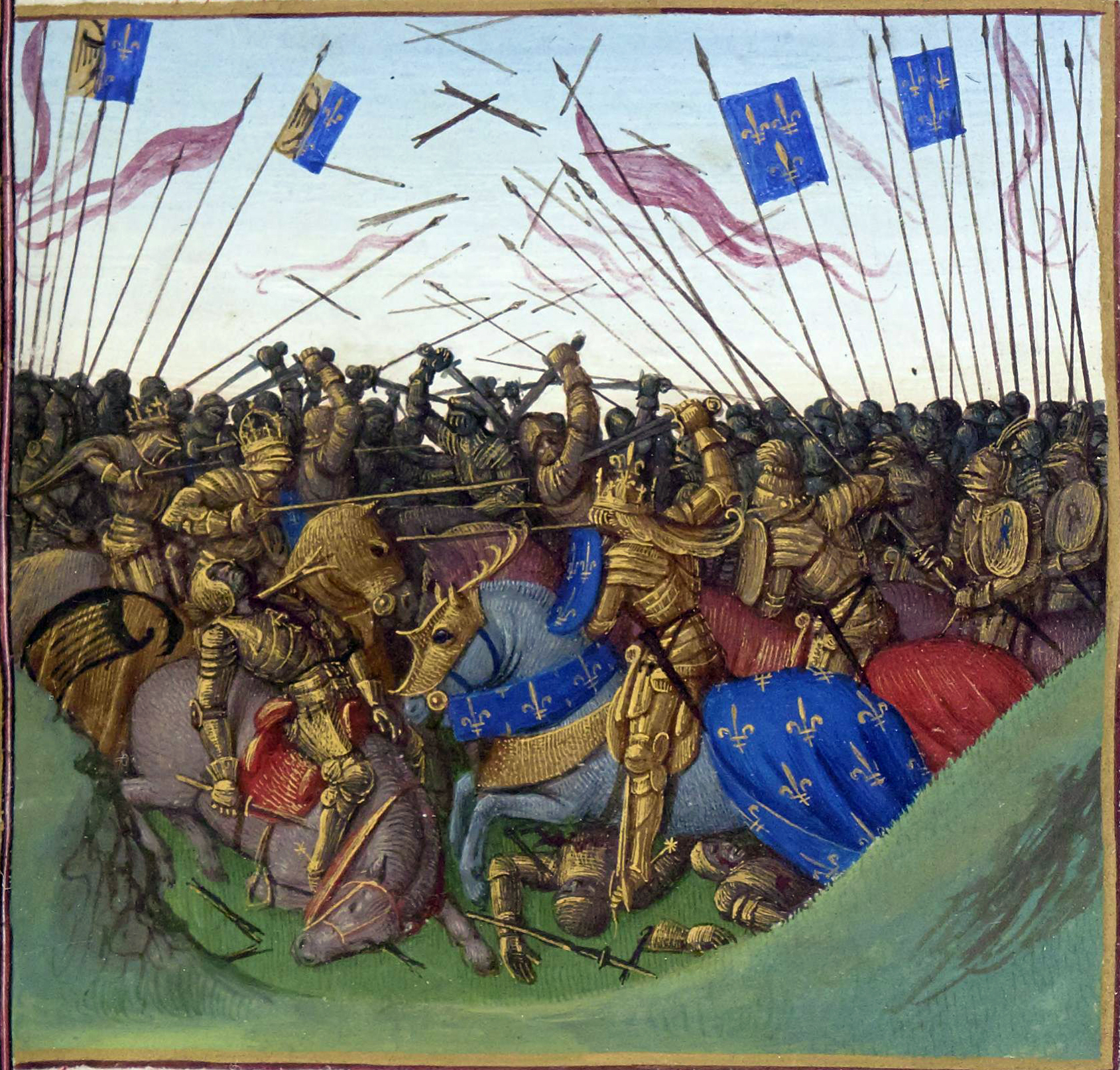
La batalla de Fontenoy tal como la representó Jean Fouquet en de las Grandes Crónicas de Francia

En junio, Judith se reunió con Carlos en Châlons llevando refuerzos provenientes de Aquitania. Poco después, ambos se encontraron con Luis en Auxerre. El 21 de junio, los ejércitos de Carlos y Luis se posicionaron frente al de Lotario, lo suficientemente cerca como para divisarse mutuamente. Ante la inminencia del combate, Carlos y Luis ordenaron ayuno y oraciones a sus tropas. El 22 de junio, Lotario se retiró a Fontenoy mientras Carlos y Luis avanzaron hasta Thury. Para evitar el derramamiento de sangre, ofrecieron a Lotario una división del imperio que le otorgaba Franconia al oeste del Rin, junto con las tierras situadas entre el Bosque de Charbonnière (aproximadamente el río Escalda ) y el Mosa.En un gesto de buena fe, también ofrecieron entregarle toda la riqueza que llevaban consigo, excepto sus armas y caballos.
Según Nitardo y los Annales Bertiniani, Lotario estaba esperando la llegada de Pipino II. Por su parte, Agnellus de Rávena describió un ambiente confiado en el campamento de Lotario, donde algunos de sus seguidores como el arzobispo Jorge de Rávena afirmaban que Carlos sería tonsurado al día siguiente, señalando su intención de despojarlo por completo de su reino. El 23 de junio, Luis y Carlos anunciaron que celebrarían la natividad de Juan Bautista al día siguiente y que la batalla tendría lugar el 25 de junio a las ocho de la mañana.Pipino llegó a Fontenoy el 24 de junio, reforzando el ejército de Lotario. En ese momento, Lotario reafirmó su reclamo sobre el imperio indiviso y rechazó el ultimátum ofrecido por Carlos y Luis 
El 23 de junio, Carlos y Luis anunciaron que celebrarían la natividad de Juan el Bautista al día siguiente y que la batalla tendría lugar el 25 de junio a las ocho de la mañana. Pipino llegó a Fontenoy el 24 de junio, reforzando el ejército de Lotario. En ese momento, Lotario reafirmó su reclamo sobre el imperio indiviso y rechazó el ultimátum ofrecido por Carlos y Luis.
El 25 de junio, tuvo lugar la batalla de Fontenoy. A pesar del apoyo de Pipino, Lotario sufrió una derrota, aunque tanto él como Pipino lograron escapar.La mayor parte de los combates fue llevada a cabo por los aquitanos, quienes demostraron ser un componente crucial del ejército de Carlos. Bernardo de Septimania, quien anteriormente había prometido traicionar a Pipino en favor de Carlos, se negó a participar en la batalla, complicando la posición de Pipino.Aunque el número de bajas fue sorprendente incluso para los contemporáneos, la batalla no fue decisiva.Para contrarrestar los efectos de la derrota, Lotario y Pipino difundieron rumores de que Carlos había sido asesinado y que Luis había resultado herido. Sin embargo, en un giro significativo, Guillermo, el hijo de Bernardo, desertó y se unió al campamento de Carlos en Fontenoy, consolidando su cambio de bando.
Las enormes pérdidas y la impopularidad de la batalla de Fontenoy llevaron a los contendientes a priorizar estrategias defensivas y evasivas sobre los enfrentamientos directos.

## Fortalecimiento de posiciones
En Fontenoy, Carlos y Luis acordaron reunirse en Langres el 1 de septiembre. Después, cada rey se concentró en reforzar las regiones más vulnerables de sus respectivos reinos.Carlos persiguió a Pipino en dirección a Aquitania pero luego cambió de rumbo y se dirigió al norte, ocupando París, Soissons y Reims, lo que forzó a Ebbo al exilio. Posteriormente, visitó Attigny antes de regresar a París a principios de septiembre.
Luis abandonó Fontenoy a finales de junio y se dirigió hacia el este. A mediados de agosto se encontraba en su palacio de Salz, donde desmintió los rumores de que había sido herido. Según los Annales de Fulda, logró asegurar el apoyo de los turingios, alamanes y sajones "en parte mediante tácticas de intimidación y en parte mediante concesiones de favores".
Mientras tanto, Lotario estaba en el palacio de Aquisgrán a finales de julio y en Maguncia a finales de agosto.Cruzó el Rin con sus tropas, pero Luis lo obligó a retroceder rápidamente.Dejó a Otgar de Maguncia al mando para proteger el Rin contra cualquier cruce por parte de Luis y se dirigió hacia el oeste, marchando hasta el Sena- Allí forzó a Carlos a retroceder hasta Saint-Cloud en la orilla izquierda del río.Según Nitardo el ejército de Lotario incluía sajones, alamanes y austrasios, lo que demuestra que seguía contando con un apoyo considerable al este del Rin.Lotario se alojó en Saint-Denis antes de regresar a Aquisgrán.Los Anales de Fulda describen cómo Lotario "pasó todo el invierno en esfuerzos inútiles", intentando reconstruir su red de apoyos en Neustria, Bretaña y Aquitania.

## Campaña Estrasburgo-Aquisgrán

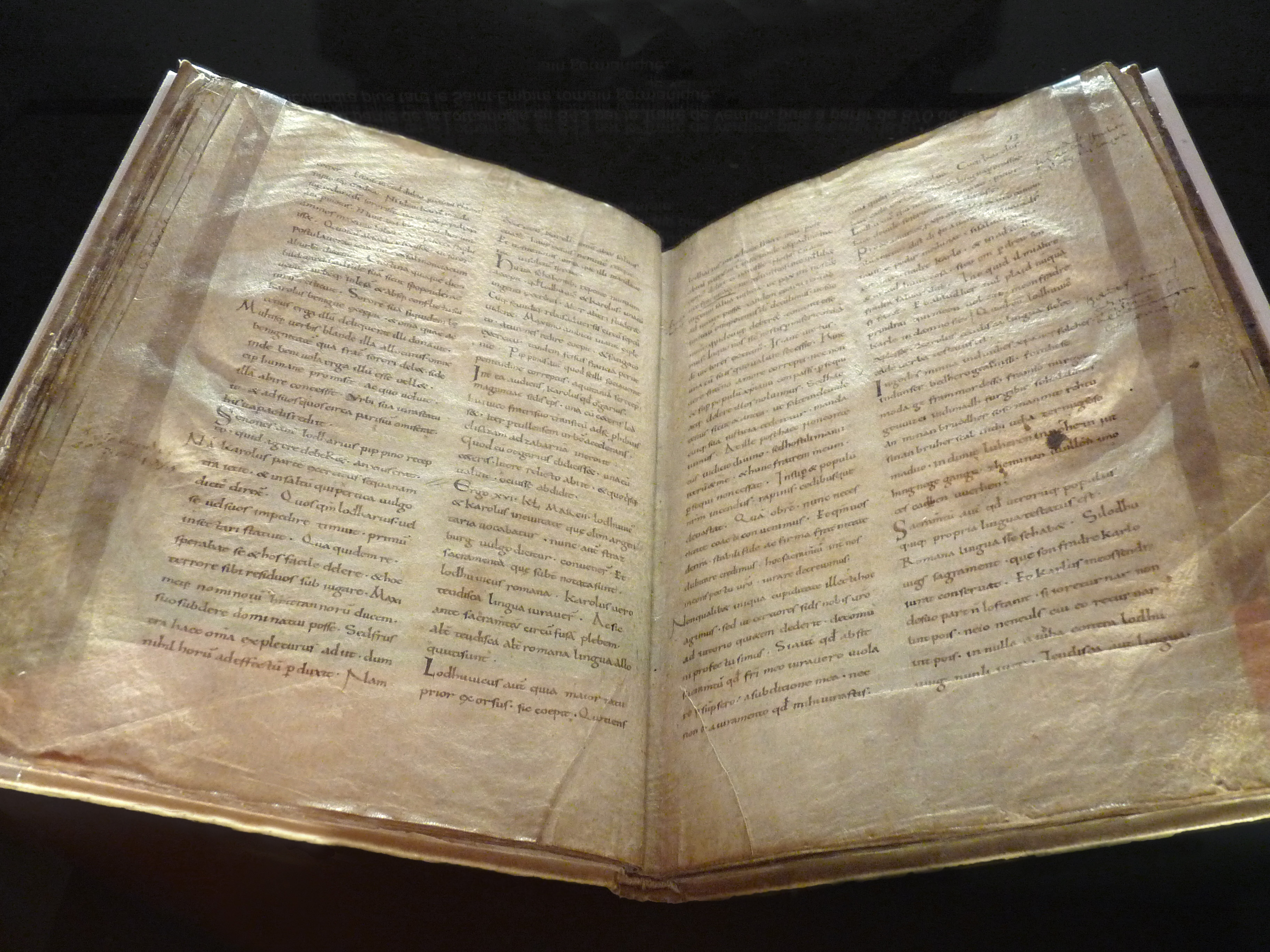
Copia del de los Juramentos de Estrasburgo

A principios del año 842, Carlos logró repeler al ejército de Otgar a lo largo del Rin, facilitando el cruce de Luis.El 14 de febrero, ambos se reunieron en Estrasburgo,  donde pronunciaron los célebres Juramentos de Estrasburgo, Luis lo hizo en romance y Carlos en alemán, de modo que sus respectivos ejércitos pudieran comprenderlos. Posteriormente, las tropas de ambos líderes juraron lealtad en sus propias lenguas. Nitardo dejó constancia de los juramentos en ambas lenguas vernáculas. Estos compromisos sellaron la alianza entre Carlos y Luis contra Lotario, exigiendo además a los nobles que retiraran su apoyo a cualquier hermano que quebrantara su juramento.
Tras la reunión en Estrasburgo, Luis y Carlos lograron la rendición de las ciudades de Espira, Worms y Maguncia. Según los Annales Xantenses  los ejércitos causaron considerables daños en la región del Rin durante su avance. En Worms, los hermanos recibieron la adhesión de numerosos nobles francos orientales. Entre ellos se encontraba el obispo Drogo de Metz, su tío y uno de los más fieles partidarios de Lotario, quien finalmente se rindió. Además, llegaron refuerzos desde Baviera y Alamania, liderados nominalmente por Carlomán, el hijo mayor de Luis, quien apenas tenía doce años.
Armados con los Juramentos de Estrasburgo, Luis y Carlos intentaron nuevamente alcanzar un acuerdo negociado, pero sus propuestas fueron rechazadas. Lotario, decidido a enfrentarlos, movilizó a sus fuerzas desde Aquisgrán hacia la región del Mosela, listo para la batalla.Entre los pocos aliados que le quedaban se encontraban Otgar de Maguncia y el conde Hatto de Nassau . Mientras tanto, Luis avanzó con sus tropas río abajo por el Rin en barco, mientras Carlos marchaba por tierra atravesando el Hunsrück. Ambas fuerzas se reunieron en Coblenza el 18 de marzo, donde celebraron una misa en la basílica de San Cástor. Al cruzar el Mosela en barco, las tropas de Lotario, incapaces de enfrentar la amenaza conjunta, se replegaron hacia Aquisgrán. Allí, Lotario recurrió al tesoro imperial para sobornar a sus aliados antes de retirarse al suroeste, hacia Borgoña. A finales de marzo, los hermanos aliados tomaron Aquisgrán sin encontrar resistencia significativa.Según las palabras de Nitardo, este episodio marcó "el fin de la segunda contienda de Lotario". Fue una victoria casi incruenta.

## Fin a la guerra

### Nueva división

El antiguo bosque de Charbonnière, una frontera tradicional entre Neustria y Austrasia

A finales de marzo de 842, Luis y Carlos celebraron una asamblea en Aquisgrán, bajo la errónea creencia de que Lotario había huido a Italia.Durante la reunión, los obispos presentes acusaron a Lotario de carecer del  « conocimiento necesario para gobernar el Estado» y de haber huido «primero del campo de batalla y luego de su propio reino».En un gesto formal, se dirigieron a los dos hermanos victoriosos para "advertirles, pedirles y ordenarles que asumieran el reino y lo gobernaran conforme a la voluntad de Dios".En respuesta a esta declaración –que, en cualquier caso, estaba en sintonía con los intereses de Luis y Carlos– ambos reyes decidieron dividir el imperio al norte de los Alpes, excluyendo a Lotario. Para garantizar una repartición justa, cada uno designó a doce comisionados encargados de trazar la frontera entre los reinos. El objetivo principal era que los territorios fueran aproximadamente iguales en tamaño y riqueza, pero también que las familias nobles (affinitas) no quedaran separadas entre los dos reinos.
Los detalles exactos de esta nueva división no han llegado hasta nosotros, y es probable que nunca se hayan completado. Sin embargo, se cree que el río Mosa fue la frontera principal. Luis, por su parte, obtuvo el control de Frisia y la ciudad de Aquisgrán, donde promulgó un decreto el Domingo de Ramos (26 de marzo). Desde Aquisgrán, continuó su marcha hacia Colonia, donde aceptó la sumisión de la ciudad y celebró la Pascua.
Tras la nueva división del imperio, Lotario envió emisarios a sus hermanos con el objetivo de iniciar negociaciones.En las primeras conversaciones, se le ofreció la región comprendida entre el Rin y el Mosa. Sin embargo, Lotario consiguió expandir su dominio al incluir las tierras situadas entre el bosque de Charbonnière (aproximadamente el Escalda) y el Mosa.Un principio de acuerdo se alcanzó en junio de 842. Mientras tanto, los vikingos, aprovechando la inestabilidad provocada por la guerra civil, saquearon Quentovic una importante ciudad en el reino de Carlos. Para evitar más incursiones, se les pagó un danegeld como soborno.Finalmente, los hermanos acordaron establecer una tregua hasta el 1 de octubre, cuando planeaban reunirse en Metz, donde descansaban los restos de su padre, para ultimar los detalles del acuerdo.

### Tregua final
Durante la tregua, Lotario consolidó su poder en la región comprendida entre el Escalda y el Mosa.Carlos cruzó el Loira y marchó hacia Aquitania con el objetivo de someter a Pipino II. Con un ejército compuesto principalmente por borgoñones, lo persiguió hasta Agen el 23 de agosto, aunque no logró capturarlo. Tras su campaña, Carlos instaló a Egfrido como conde de Toulouse y dejó el control de Aquitania en manos de Egfrido y el duque Warin.
Mientras tanto, Luis dirigió sus fuerzas hacia Sajonia, donde los campesinos sajones, autodenominados Stellinga ('camaradas de armas'), habían abandonado el cristianismo y, según los Annales Xantenses, "se habían levantado violentamente contra sus señores". Lotario, en un intento por ganar su apoyo, había prometido respetar sus derechos y costumbres tradicionales. Sin embargo, esta política solo provocó que la nobleza y el clero sajón se acercaran a Luis. En el verano de 842, según los Annales Bertiniani, Luis "capturó a todos los líderes de ese inicuo plan", ejecutó a 140 mediante decapitación, colgó a catorce en la horca y desmanteló completamente el movimiento de los Stellinga. No obstante, de acuerdo con Nitardo, meses después se produjo una segunda rebelión, que fue sofocada con facilidad por la nobleza sajona, sin necesidad de intervención directa del rey. 

### Negociaciones finales

División del imperio según el Tratado de Verdún

Como se había acordado, a principios de octubre cada hermano envió a 40 comisionados a Metz para iniciar las negociaciones.Sin embargo, la proximidad del palacio de Lotario en Thionville inquietó a Luis y Carlos, quienes exigieron la entrega de rehenes como garantía de seguridad para sus delegados. Finalmente, los 120 comisionados se trasladaron a Coblenza, donde se reunían durante el día en la basílica de San Castor, pero pasaban las noches en lados opuestos del Rin para evitar posibles enfrentamientos.
Poco después, Luis y Carlos solicitaron retrasar las negociaciones para elaborar una descripción detallada del imperio, ya que carecían de un conocimiento completo sobre los recursos reales. Lotario se opuso firmemente, y la disputa fue remitida a los obispos, quienes tampoco lograron alcanzar un consenso. Del mismo modo, los comisionados no llegaron a ningún acuerdo. Finalmente, se pactó una tregua hasta el 5 de noviembre, momento en que las reuniones fueron suspendidas. Según Nitardo, esta tregua se estableció "sin la autorización de sus señores".Ante las dificultades, y agravados por una mala cosecha que generó tensiones, los tres reyes estaban ansiosos por evitar que la tregua se rompiera. Carlos y Luis enviaron emisarios a Lotario en Thionville, donde se llegó a un acuerdo clave: se elaboraría una descripción formal del imperio (descriptio) para inventariar sus recursos, y la división se basaría en esa información. Lotario tendría la primera elección de su territorio. Se estableció como fecha límite para completar la descripción el 14 de julio de 843.
La descriptio, realizada por missi (emisarios) enviados a lo largo del imperio, tenía como objetivo registrar obispados, monasterios, palacios reales, mansiones, beneficios y mercados. Sin embargo, no se conserva ninguna copia de este inventario.
Mientras tanto, Luis el Germánico pasó el invierno de 842-843 en Baviera.Por su parte, en enero de 843, Carlos el Calvo emprendió una nueva campaña en Aquitania contra Pipino II, quien ya había sido definitivamente excluido de cualquier participación en la división del imperio. Finalmente, los tres hermanos se reunieron en Verdún en agosto de 843.Para el 10 de agosto, habían llegado a un acuerdo formal conocido como el Tratado de Verdún, que estableció la división definitiva del imperio.Aunque no se conserva ninguna copia escrita de este tratado, los cronistas de la época han permitido reconstruir los detalles esenciales de la repartición. 